# إجازة (حديث)
الإجازة في الحديث في الإسلام تعني أن يجيز الشيخ لتلميذه رواية بعض الأحاديث عنه. 
فقد عنى المسلمون بعلم الحديث، وعظموه. ومن تعظيمهم إياه يتناقلونه كابرًا عن كابر، وتلميذًا عن أستاذ، فاصطلحوا ما يسمى بإجازة الحديث، أو إجازة الرواية، ولها فوائد متعددة، أهمها العناية باتصال أحاديث النبي ﷺ بين الرجال.

## تعريف
الإجازة مصدر من أجاز يجيز، والجمع إجازات. وأجازه: أنفذه، وأجزته: أنفذته. وتعني أيضًا الإذن والإباحة.
أما اصطلاحًا: فهي إذن المُحدِّثِ للطالب أن يروي عنه كتابًا من كتب الحديث أو غيرها.
وجاء في تدريب الراوي: قال أبو الحسين أحمد بن فارس اللغوي: الإجازة في كلام العرب مأخوذة من جواز الماء الذي تسقاه الماشية والحرث، يقال منه استجزته فأجازني إذا أسقاك ماء لماشيتك وأرضك، قال كذلك طالب العلم يستجيز العالم أي يسأله أن يجيزه علمه، فيجيزه إياه.
وقد تُعطى الإجازة بعد سماع الشيخ من التلميذ، وقد تُعطى له لجبر ما لم يسمعه منه.
وهذه الإجازة قد تكون بالسماع وقد تكون مجردة فيقرأ الطالب على شيخه متنًا من المتون أو كتابًا من كتب الحديث ولكنها قراءة رواية فهي كذلك لا تعني أنَّ الشيخ شهد لتلميذه بالعلم جلّ ما في الأمر السماع لهذا الكتاب.
ولهذا عد كثير من أهل العلم أمثال هذه الإجازات فقط للبركة فهي لا تزيد ولا تنقص من الناحية العلمية فكم من عالم كبير له وزنه في العلم لا يحمل أي إجازة من هذه الإجازات وكم من شخص لا يحسن بدهيات العلم معه عشرات بل مئات الإجازات.

## الغاية من الإجازة
من جملة فوائدها ما ذكره الدكتور ذياب الغامدي:
1- أنَّ الراوية بها تتم وتكمل.
2- استعجال الرواية عند الضرورات.
3- الاستكثار من المروي:
قال ابن خير الإشبيلي: (اعلموا أنَّه في الإجازة فائدتان: إحداهما استعجال الرواية عند الضرورات، الثانية الاستكثار من المروي، حتى لا يكاد أن يشذ عمن استكثر من المرويات حديثٌ عن النبي ﷺ، إلا وقد احتوت روايته عليه، فيتخلص بذلك من الحرج في حكياة كلامه من غير رواية).
4- حفظ جميع مصنفات أهل الإسلام، بدوام الأسانيد واتصال الرجال:
ذكر أبو طاهرٍ في كتابه الوجيز: (ولا يتصور أن يبقى كل مصنفٍ قد صنف كبيرٌ، ومؤلفٍ كذلك صغيرٌ على وجه السماع المتصل على قديم الدهر المنفصل، ولا ينقطع منه شيءٌ بموتِ الرواة وفقد الحفاظ الوعاة... فالوصول إن إلى رايته بالإجازة فيه نفعٌ عظيم، ورِفدٌ جسيم، إذ المقصود به إحكام السنن المروية في الأحكام الشرعية، وإحياء الآثار على أتم الإيثار).
5- حفظ أسماء الكُتب ونسبتها لمؤلفيها:
فالمجاز له في كتابٍ ما يفصح عن إجازته في هذا الكتاب، أو يروي منه الأحاديث، فيحفظ اسم الكتاب ولا يُنسى، مع تفاصيل مما فيه منها مؤلفه.
6- مصادر لتراجم الشيوخ، والتعرف على سيرهم ومسموعاتهم، لا سيما في اتصال أسانيدهم بكتبِ معينة:
فعندما يروي المجاز له ما أجازه له شيخه، يُعرف الشيخ أكثر، وتُعرف سيرته، وما كان يحفظه ويدرسه من أحاديث وكتب.
7- تقويةً وإظهارًا للعلاقة بين الطالب وشيخه.
فالغاية من الإجازة هي تتابع حفظ الحديث عند الشيوخ، والسعي لذلك، ووراثة الأمر من شيخٍ لتلميذه، فتستمر هذه السنة.
روي عن ابن سيرين رحمه الله قوله: (إن هذا العلم دينٌ، فانظروا عمن تأخذون دينكم). 
وذكر السخاوي عن الإمام أحمد بن حنبل قوله: (إنها لو بطلت – الإجازة – لضاع العلم).
وذكر الخطيب البغدادي قول الإمام محمد بن أسلم الطوسي: (قُربُ الإسناد قربةٌ إلى الله عز وجل).
قال ابن جماعة في المنهل الروي في مختصر علوم الحديث النبوي: ليس المقصود بالسند في عصرنا إثبات الحديث المروي وتصحيحه، إذ ليس يخلو فيه سند عمن لا يضبط حفظه أو كتابه، ضبطا لا يعتمد عليه فيه، بل المقصود بقاء سلسلة الإسناد المخصوص بهذه الأمة فيما نعلم، وقد كفانا السلف مؤونة ذلك، فاتصال أصل صحيح بسند صحيح إلى مصنفه كاف، وإن فقد الإتقان في كلهم أو بعضهم.
جاء في كتاب الوجازة في الإثبات والإجازة: (هذه الإجازات التي ارتسمت في الدفاتر، وأخذت عن الأكابر، وتسلسلت برجال أهل العلم والتثبت بعد تدوين كتب السنة وغيرها؟! ما هي إلا تأكيدا لمنهج السلف الصالح في حفظ اتصال السند، والانتساب إلى رجاله، حتى يصل مرفوعًا إلى النبي صلى الله عليه وسلم).

## أركان الإجازة
- المجيز: وهو الشيخ الذي يمنح تلميذه أو أحدًا ما الإجازة بنقل المرويات.
- المُجاز له: من تحصل الإجازة من الشيخ.
- المجاز به: وهي الكتب والأحاديث التي أجاز المجيز للمجاز له روايتها.
- لفظ الإجازة: وهي ما يقوله المجيز للمجاز له.

## الإجازة كتابةً
يتعارف على الإجازة أن تكون لفظًا، فيتلفظها الشيخ لتلميذه فيجيزه. لكن تُقبل الإجازة كتابةً. ولذلك فوائد، حيث جاء في كتاب الوجيز:
(ومن منافع الإجازة أيضًا: أن ليس كُل طالبٍ، وباغٍ للعلم وراغبٍ يقدر على سفرٍ ورحلةٍ، وبالخصوص إا كان مرفوعًا إلى عِلةٍ أو قلةٍ، أو يكون الشيخ الذي يرحل إليه بعيدًا، وفي الوصول إليه يلقى تعبًا شديدًا، فالكتابة حينئذٍ أرفق، وفي حقه أوفق).

## أنواع الإجازة وأحكامها
1- أن يجيز شخصًا معينًا في كتابٍ معين:
مثل: أجزتك البخاري، أو ما اشتملت عليه فهرستي. وهذه أعلى الإجازات المجردة، والصحيح الذي قاله الجمهور من الطوائف واستقر عليه العمل هو جواز العمل بها.
في حين لم يجزها البعض كالظاهرية.
2- أن يجيز شخصًا معينًا في شيءٍ غير معين:
مثل أن يقول: أجزتك جميع مروياتي، أو أجزتك جميع مسموعاتي. 
وهنا فيه خلاف أقوى، ولكن أخذ الجمهور بجوازه.
3- أن يجيز شخصًا غير معين بوصف العموم:
مثل أن يقول أجزت المسلمين، أو أجزت كل أحدٍ، أو أجزت أهل مدينتي. وفيه خلافٌ كبير، فإن قيدها بوصفٍ حاصرٍ لأولئك الأشخاص، فهي أقرب للجواز.
4- الإجازة لشخص مجهول دون تحديده تمامًا، أو الإجازة بكتاب مجهول دون تحديده تمامًا:
كأن يقول لأحد تلامذته: «أجزتك كتاب السنن» والشيخ يروي عدة كتبٍ في السنن، أو يقول «أجزت محمد بن أحمد» وهنالك أشخاص متعددون بنفس الاسم. 
فهذه الإجازة باطلة.
5- الإجازة لمعلومٍ لم يولد بعد:
كأن يقول: «أجزت لفلانٍ ومن يولد له» أو «أجزت لك ولعَقِبِك ما تناسلوا». وجوز ذلك الكثير.
6- جواز المجيز ما لا يعلم ليرويه المجاز في حال علمه:
والأصح هو بطلان هذا النوع من الإجازة.

7- إجازة المجاز:
أي يجيز له جميع ما أجيز سابقًا للمجاز. 
وكحال معظم أنواع الإجازة فقد قبله البعض وأبطله البعض، لكن الصحيح العمل بجوازه.

## الإجازة أفضل أم السماع
قال السخاوي: سماع الأحاديث أفضل قطعًا من الإجازة بها. وخص بعضهم استواء الاثنين بالأزمان المتأخرة التي حصل التسامح فيها في السماع مقارنةً مع المتقدمين، ومع هذا يبقى السماع أولى من الإجازة، وذلك لما يتحصل للمستمع من فوائد عند الاستماع.